# Saint-Hilaire-Saint-Mesmin

Saint-Hilaire-Saint-Mesmin este o comună în departamentul Loiret din centrul Franței. În 1 ianuarie 2022 avea o populație de 3.156 de locuitori.